# کانر استنلی
کانر اسکات استنلی (به انگلیسی :Connor Scott Stanley، متولد: ۵ دی ۱۳۷۹) یک فوتبالیست انگلیسی است که در پست وینگر برای منچستر یونایتد بازی می‌کند.

## حرفه

### جوانان
استنلی در اوت ۲۰۱۸ از بیرمنگام سیتی به آکادمی منچستریونایتد پیوست. در فوریه ۲۰۲۰ در ترکیب منچستریونایتد در لیگ اروپا قرار گرفت.

### بزرگسالان
استنلی به صورت قرضی با تیم آتلانتا یونایتد۲، که در رده دوم هرم فوتبال ایالات متحده بازی می‌کند، قرار داد امضا کرد او اولین بازی حرفه ای خود را در ۱۶ مه ۲۰۲۱ انجام داد و برای آتلانتا در مقابل OKC Energy شروع کرد. قرض او به پایان رسید و پس از فصل ۲۰۲۱ توسط آتلانتا تمدید نشد.